# Маяк Пойнт-Джудит
Маяк Пойнт-Джудит (англ. Point Judith Light) — маяк, расположенный на мысе Пойнт-Джудит на западном входе в залив Наррагансетт, округ Вашингтон, штат Род-Айленд, США. Построен в 1810 году. Автоматизирован в 1954 году.

## История
Города Провиденс и Ньюпорт, одни из первых английских поселений в Северной Америке, были крупными центрами промышленности и торговли в XVIII-XIX веках. Для обеспечения навигации до них через залив Наррагансетт, в котором находится множество больших и малых островов, было построено несколько маяков. 10 февраля 1808 года Конгресс США выделил 5 000$ на строительство маяка на мысе Пойнт-Джудит. В 1810 году строительство было завершено. Маяк представлял собой деревянную башню высотой 11 метров и небольшой дом смотрителя. Для освящения использовались масляные лампы. В 1815 году башня маяка был уничтожен ураганом. В апреле 1816 года Конгресс выделил 7 500$ на строительство новой башни. В том же году была построена 11-метровая башня из каменных блоков. Но высота башни была недостаточной, а дом смотрителя был очень маленьким, и в 1856 году был построен новый маяк. Он представлял собой восьмиугольную башню из гранитных блоков высотой 16 метров, соединённую крытым переходом с новым более просторным двухэтажным кирпичным домом смотрителя. На маяк были установлены линза Френеля и противотуманный сигнал. Для большей заметности в 1899 году маяк был окрашен необычным образом: нижняя половина была покрашена в белый а верхняя — в коричневый. В 1917 году была построена небольшая котельная. В 1923 году для противотуманного сигнала была построено отдельное небольшое здание. В 1954 году Береговая охрана США автоматизировала маяк, и дом смотрителя был демонтирован.
В 1988 году он был включен в Национальный реестр исторических мест.

## Фотографии
- Открытка 1930-40-х годов
- Вид на маяк со стороны Атлантического океана